# Крячок атлантичний
Крячок атлантичний (Thalasseus acuflavidus) — вид сивкоподібних птахів підродини крячкових (Sterninae) родини мартинових (Laridae).

## Поширення
Вид поширений на островах Карибського басейну і вздовж узбережжя Атлантичного і Тихого океанів у Північній і Південній Америці.

## Опис
Птах завдовжки 36-46 см і вагою 175—202 г. Вид дуже схожий на крячка рябодзьобого, відрізняється довшим і тоншим дзьобом із вигнутим кульменом, а тім'я та лоб яскраво-білі, а не сірі. Очне кільце, яке ширше ззаду, чіткіше, а на зовнішніх первинних криючих є маленькі гачки.

## Підвиди
Визнають два підвиди:
- T. a. acuflavidus (Cabot, 1847)[2], східна Північна Америка до південного Карибського басейну. Поза періодом розмноження він мігрує вздовж атлантичного узбережжя Південної Америки, досягаючи провінції Буенос-Айрес на сході Аргентини;
- T. a. eurygnathus (Saunders, 1876)[3] — гніздиться від Венесуели, Суринаму, Бразилії до Уругваю та аргентинської Патагонії.